# Alhadi Mahamat
Alhadi Allaou Mahamat (* 2. Mai 1986) ist ein tschadischer Fußballschiedsrichter.
Seit 2012 steht Mahamat auf der Liste der FIFA-Schiedsrichter und leitet internationale Fußballpartien.
Beim Afrika-Cup 2024 in der Elfenbeinküste leitete Mahamat zwei Spiele in der Gruppenphase. Zudem war er bei der U-20-Afrikameisterschaft 2021 in Mauretanien und bei der Afrikanischen Nationenmeisterschaft 2023 in Algerien im Einsatz.